# Mleczan żelaza(II)
Mleczan żelaza(II) – organiczny związek chemiczny z grupy mleczanów, sól żelaza na II stopniu utlenienia i kwasu mlekowego. Stosowany jest jako dodatek do żywności (E585), regulator kwasowości i stabilizator koloru, oraz jako suplement diety uzupełniający żelazo.